# Heliconia markiana
Heliconia markiana är en enhjärtbladig växtart som beskrevs av Abalo och G.Morales. Heliconia markiana ingår i släktet Heliconia och familjen Heliconiaceae. Inga underarter finns listade.